# Carol Ann Lee
Carol Ann Lee (* 1969 in Yorkshire) ist eine englische Schriftstellerin.
Carol Ann Lee studierte Geschichte und Kunst. Sie arbeitete im Manchester Jewish Museum und für den britischen Zweig des Anne-Frank-Fonds. Dort hatte sie Zugang zu zahlreichen unbekannten Dokumenten über Anne Frank und ihre Familie. Auf dieser Grundlage veröffentlichte sie eine viel beachtete Biographie über Anne Frank sowie eine über deren Vater Otto Frank mit neuen Gedanken zum Verrat des Verstecks der Familie Frank und der anderen dort Untergetauchten.
Sie lebt heute als Publizistin in Amsterdam.

## Werke
- Something Wicked: The Lives, Crimes and Deaths of the Pendle Witches, London 2024
- Anne Frank, Piper-Verlag, München 2000, ISBN 3-492-04152-3
- Otto Franks Geheimnis. Der Vater von Anne Frank und sein verborgenes Leben, Piper-Verlag, München 2005, ISBN 3-492-04477-8
- Roses from the Earth, Penguin Group, New York 2000, ISBN 978-0140276282
- Anne Frank and the Children of the Holocaust, Penguin Group, New York 2006, ISBN 978-0670061075
- The Winter of the World: A Novel, Harper Perennial, New York 2007, ISBN 978-0061238819